# 青山路口站
青山路口站位于中华人民共和国江西省南昌市东湖区阳明路、阳明东路、八一大道、青山南路交叉口，是南昌地铁2号线、3号线的地铁换乘站，2号线于2019年6月30日启用；3号线于2020年12月26日启用。

## 车站结构
2号线车站将将于西南侧的教育学院与二十八中地下，站厅在地下一层，站台在地下三层为岛式站台:308:342；3号线车站位于阳明路与青山南路的交叉口，站厅在地下一层和2号线连通，站台在地下二层为岛式站台:234；两个车站采用L型换乘，另外此站将设联络线:517。

### 楼层
| 1层  | 地面               | 出入口                       |  |  |
| -1层 | 站厅               | 自动售票机、客服中心         |  |  |
| -2层 |                    | █ 3号线 往银三角北（墩子塘） |  |  |
|      | 岛式站台，左侧开门 |                              |  |  |
|      |                    | █ 3号线 往京东大道（上沙沟） |  |  |
| -3层 |                    | █ 2号线 往南路（阳明公园）   |  |  |
|      | 岛式站台，左侧开门 |                              |  |  |
|      |                    | █ 2号线 往南昌东站（福州路） |  |  |

### 出入口
本站共开放5个出入口，预留1个出入口。
| 编号                   | 指示                       | 图片 | 建议前往的目的地                                         |
| ---------------------- | -------------------------- | ---- | -------------------------------------------------------- |
| 2-1                    | 八一大道西侧               |      | 中南物质大厦、叠山路                                     |
| 2-2                    | 阳明东路南侧，八一大道东侧 |      | 央央春天、投资大厦                                       |
| 出口 · 3L              | 青山南路东侧，阳明东路北侧 |      | 江西省监狱管理局宿舍、南昌大学医学院住宅区、金涛国际花园 |
| 出口 · 5L · 升降机标志 | 阳明路北侧                 |      | 阳明锦城、四经路                                         |
| 出口 · 6L              | 阳明路南侧                 |      | 党家路、江西中医药大学(阳明校区)                         |
| 註： 設有              |                            |      |                                                          |

## 历史
- 2010年4月8日南昌市轨道交通二号线一期工程环境影响评价第二次公示，公布了《南昌市轨道交通二号线一期工程环境影响报告书（简本）》文件中本站名为医学院站[6][7]。
- 2011年12月14日2号线一期21个站名公示时本站名为青山路口站，位于位于阳明路青山南路交叉口西南角地块内[8]。
- 2012年2月9日2号线站名确认，本站名为没有做任何变动[9]。
- 2013年8月15日2号线南昌市轨道交通二号线工程环境影响评价公示[10]，公布了《南昌市轨道交通二号线工程环境影响评价报告书》[1]。
- 2015年5月5日《南昌市城市轨道交通第二期建设规划(2015-2021)》得国家发改委批复，本站名为青山路口站[11]。
- 2015年7月20日南昌市轨道交通3号线工程环境影响评价文件拟受理情况的公示[12]，公布了《南昌市轨道交通3号线工程环境影响报告书（公示稿）》[13]。